# Marshall JTM45
Pour les articles homonymes, voir JTM.

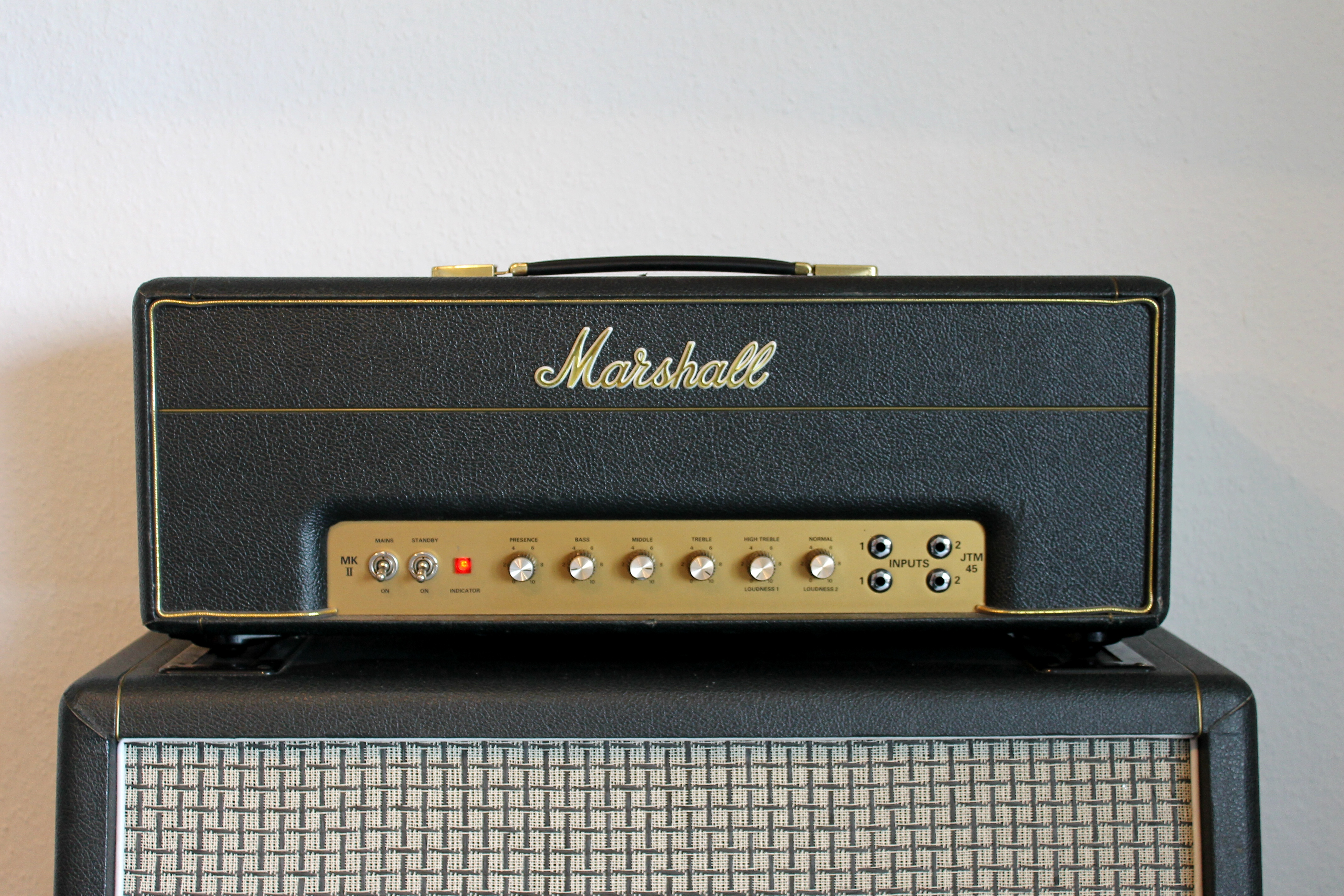
Marshall JTM 45 MK II Reissue

Le Marshall JTM45 est la première série d'amplificateurs pour guitare électrique commercialisée par Marshall, dont la production démarra en 1962. Le JTM45 est considéré par beaucoup comme l'un des amplificateurs les plus désirables et emblématiques de la marque.

## Histoire
Le premier JTM45 a été construit en 1962 par Ken Bran et Dudey Craven. Il a été utilisé en public la première fois en 1963 à l’Ealing Club, près du magasin de Jim Marshall. À cause de sa puissance, Marshall prit rapidement la décision de le construire sous forme de tête, accompagnée par un baffle 4x12" monté avec des haut-parleurs de la marque Celestion.
L’amplificateur est basé sur le circuit du Fender Bassman. Il utilise des lampes KT66 en amplification de puissance (les toutes premières versions utilisaient des US 5881, une variante de 6L6) et des ECC83 (12AX7) en pré-amplification. Il existe aussi des versions pour basse électrique et « PA » pour Public Address — des amplificateurs généralistes pour instruments et voix.
Au milieu des années 1960, le JTM45 devient tellement populaire qu’il commence à supplanter les amplificateurs Vox, jusque là omniprésents.
Vers la fin de 1965, Marshall introduit un nouveau logotype, le nom de l'entreprise tracé en blanc et caractères cursifs, toujours utilisé de nos jours. En 1966, l’amplificateur est renommé JTM50.
Le JTM45 est devenu la base pour de nombreux autres amplificateurs Marshall, notablement le Bluesbreaker. La production de la première série cesse en 1966 mais le JTM45 est réédité à plusieurs reprises, à partir de 1989 (avec un circuit imprimé moderne et des lampes de puissance de type 6L6).

### Différences avec le Fender Bassman
Les différences principales entre le Bassman du concurrent Fender et le JTM45 sont le châssis en aluminium (qui a moins tendance à parasiter qu’un châssis en acier comme celui dans le Bassman) ; les lampes 12AX7 en pré amplification (le Bassman a des 12AY7) ; un baffle fermé à l’arrière monté en Celestion (le Bassman a un baffle ouvert monté avec des haut-parleurs Jensen) ; et un circuit de contre-réaction modifié, qui influence les harmoniques produites par l‘amplificateur.  

## Versions
| Numéro de modèle | Watts | Dates de production | Caractéristiques                                                             | Notes                                                                    |
| ---------------- | ----- | ------------------- | ---------------------------------------------------------------------------- | ------------------------------------------------------------------------ |
| —                | 35–45 | 1962–1964           | 2 canaux, 4 entrées                                                          | Existe aussi en versions basse et PA                                     |
| 1963             | 50    | 1965–1966           | 4 canaux, 8 entrées                                                          | Version AP du JTM50 MK III                                               |
| 1985             | 45    | 1965–1966           | 2 canaux, 4 entrées                                                          | Version AP du JTM50 MK II                                                |
| 1986             | 45    | 1965–1966           | Canaux High treble et Normal                                                 | Version basse du JTM50 MK II                                             |
| 1987             | 45    | 1965–1966           | Canaux High treble et Normal                                                 | Version Lead du JTM50 MK II ; existe aussi avec un trémolo (Model T1987) |
| 1989             | 45    | 1965–1966           | Pour orgues électriques                                                      | Existe aussi avec un trémolo (Model T1989)                               |
| JTM45 (2245)     | 30    | 1989–               | 2 canaux, 4 entrées                                                          | Réédition du JTM45 original (1987)                                       |
| 2245THW          | 30    | 2014–               | Tête câblée à la main (Handwired), circuit identique à celui du Bluesbreaker |                                                                          |

## Guitaristes célèbres utilisant des JTM45
- Angus Young[5] ;
- Gary Moore[5] ;
- Eric Clapton[6]

## Voir Aussi

### Articles Connexes
- Liste des amplificateurs Marshall
- Marshall Bluesbreaker
- Amplificateur pour guitare électrique